# Viewster
Viewster war ein 2007 gegründeter Video-on-Demand-Dienst mit Hauptsitz in Zürich. Viewster hatte eine Auswahl an kostenlosen Filmen. Es bildete eine Alternative zu kostenpflichtigen Anbietern oder illegalen Filmseiten.

## Geschichte
Die Viewster AG wurde 2007 als Diva AG von Kai Henniges und Jörg Boksberger in Zürich (Schweiz) gegründet. Viewster hatte Büros in Zürich, Hamburg, London, New York, Singapur und Adelaide. 2011 wurde das Angebot von Diva zu Viewster umbenannt.
Das Video-on-Demand-Angebot von Viewster war in über 100 Ländern und mehr als 10 Sprachen verfügbar. Hierzu zählen: Englisch, Deutsch, Spanisch, Französisch, Italienisch, Niederländisch, Polnisch, Russisch, Schwedisch und Türkisch. Laut Pressebericht zählte Viewster monatlich rund 29 Millionen Besucher weltweit.
Am 11. Dezember 2018 wurde bekannt, dass das US-amerikanische Unternehmen Cinedigm den Streamingdienst aufgekauft hat und den Betrieb von Viewster ab Januar 2019 übernehmen würde. Ab Januar wurde das Angebot von Viewster offline genommen und es wurde eine Wartungsanzeige angezeigt. Inzwischen leitet die Internetseite auf contv.com weiter.

## Inhalte

### Filme
Viewster hatte über 5000 Filme lizenziert. Dazu zähltem Hollywood-Produktionen bis hin zu Independent-Filmen aus vielen Ländern der Welt. Das Angebot variierte, aufgrund der Verträge mit den Studios, von Land zu Land. Das Filmspektrum reichte von Thrillern, Komödien, Science-Fiction, Liebesfilmen, Actionfilmen, Dramen bis hin zu Horrorfilmen. Außerdem gab es eine Auswahl an Kurzfilmen und Klassikern.

### Serien
Viewster bot in einigen Ländern auch eine kostenlose Auswahl von aktuellen Fernsehserien an. Hierzu zählten unter anderem The Inbetweeners, Shameless, Peep Show und weitere.

## Technisches
Über die Website konnten Filme und Serien weltweit per Stream angesehen werden. Ein Abo oder eine Registrierung war dafür nicht erforderlich. Viewster stellte ab 2012 Apps für Android- und iOS-Geräte bereit. Für internetfähige Fernsehgeräte der Marke Samsung war ebenfalls eine App verfügbar.